# Alou Diarra
Alou Diarra (15 de juliol de 1981) és un exfutbolista francès.

## Selecció de França
Va formar part de l'equip francès a la Copa del Món de 2006.

## Referències

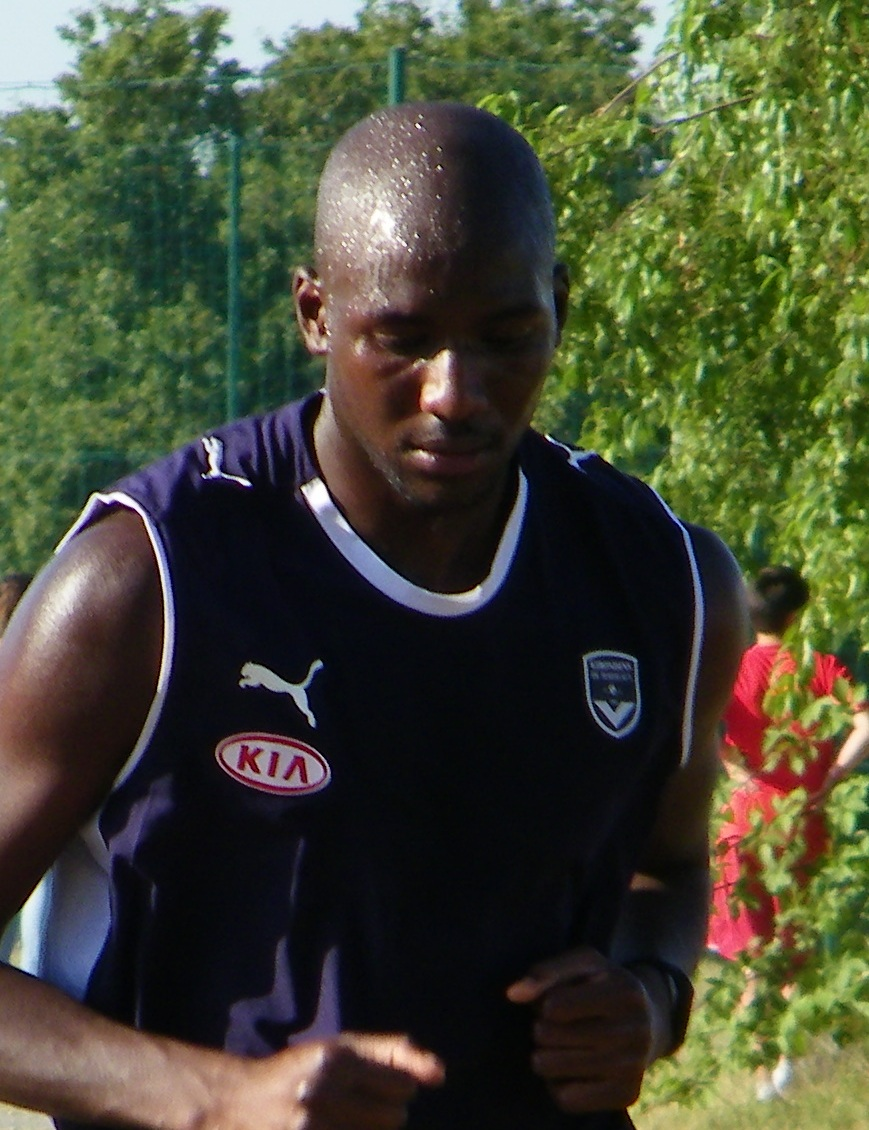
Diarra entrenant al Bordeaux.